# Julmat

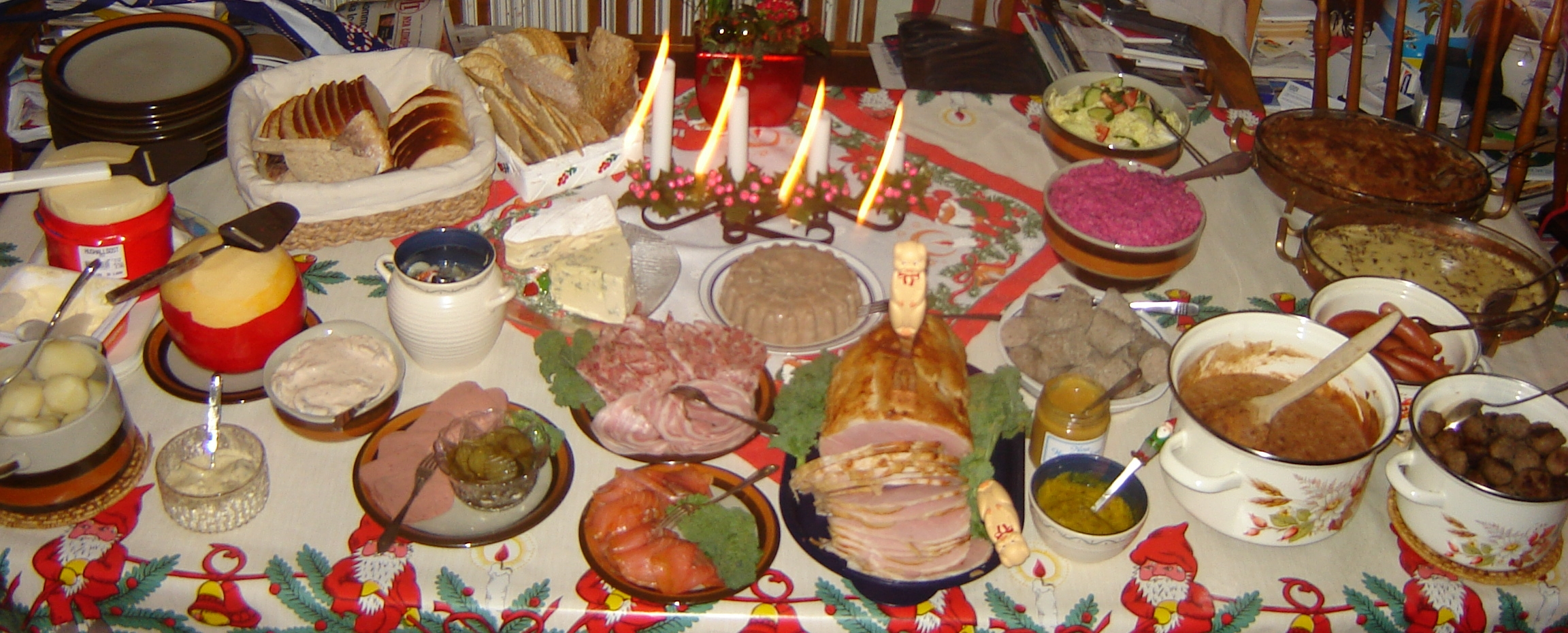
Ett svenskt julbord.

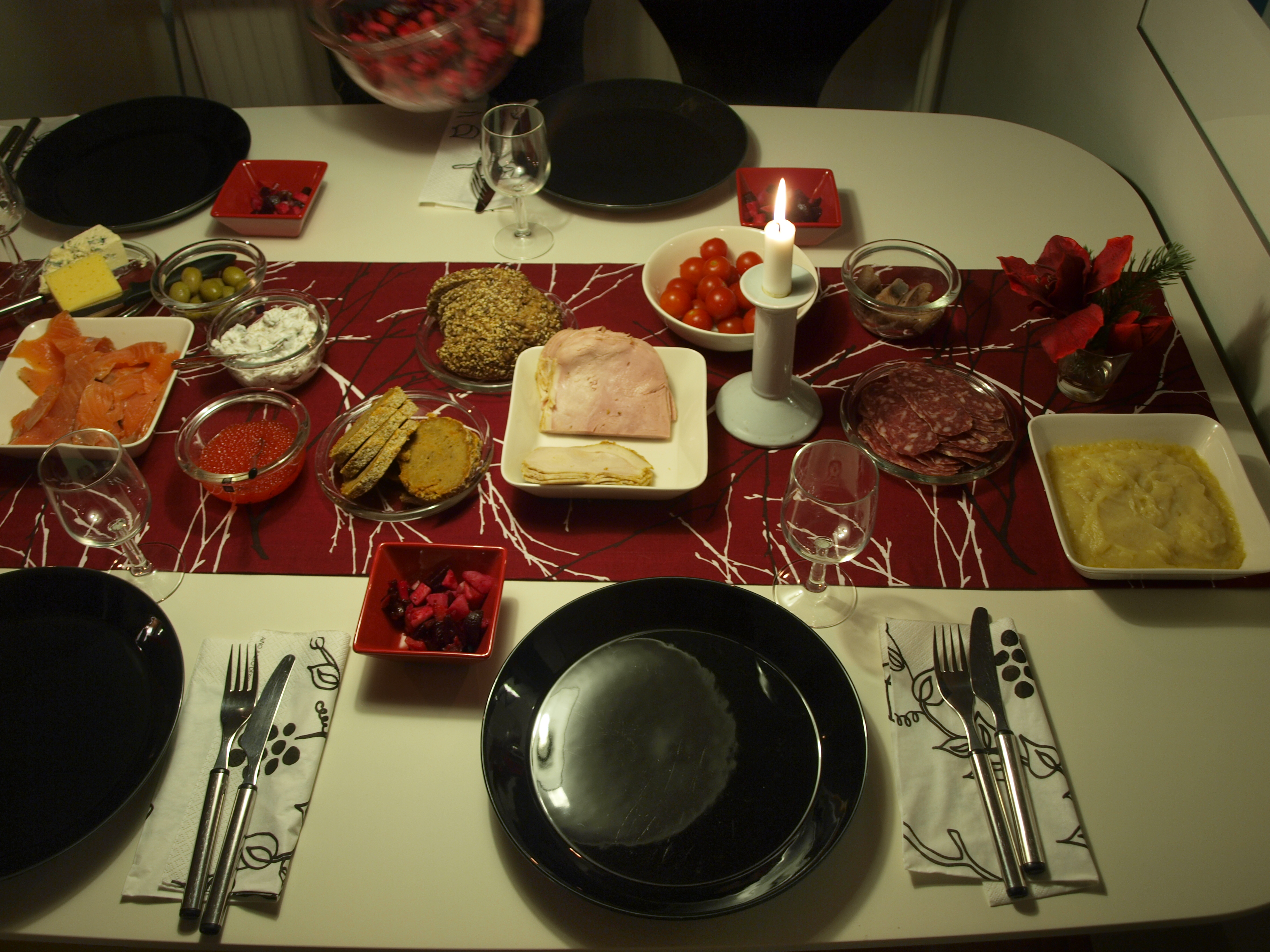
Ett modernt finländskt julbord. Den traditionella julskinkan har ersatts av ett sojabaserat alternativ.

Julmat är den mat som äts under julhelgen. Maten varierar mycket mellan olika länder, regioner och familjer. I Polen och delar av Tyskland äter man gärna karp, i USA äter många kalkon och i Sverige äter många julskinka. Viss mat har blivit så specifik för julen att den sällan eller aldrig äts vid andra tillfällen.

## Julmat jorden runt

### Australien
Australiens julmat är en blandning av lokala specialiteter och traditioner som införts från Storbritannien och andra länder. Eftersom julen infaller under årets varmaste tid i Australien är det vanligt att julmaten serveras utomhus. Kalkon eller skinka, ofta serverad kall, och barbecuegrillade skaldjur som tigerräkor och marronkräfta är vanliga huvudrätter på juldagen. Pavlovatårta och julpudding är vanliga efterrätter.

### Brittiska öarna
På Brittiska öarna brukar huvudrätten på juldagen vara ugnsbakad gås, kalkon eller anka. Den bjuds med (ugnsstekt) potatis och sås (särskilt tranbärssås). Till efterrätt serveras Christmas pudding.

### Bulgarien

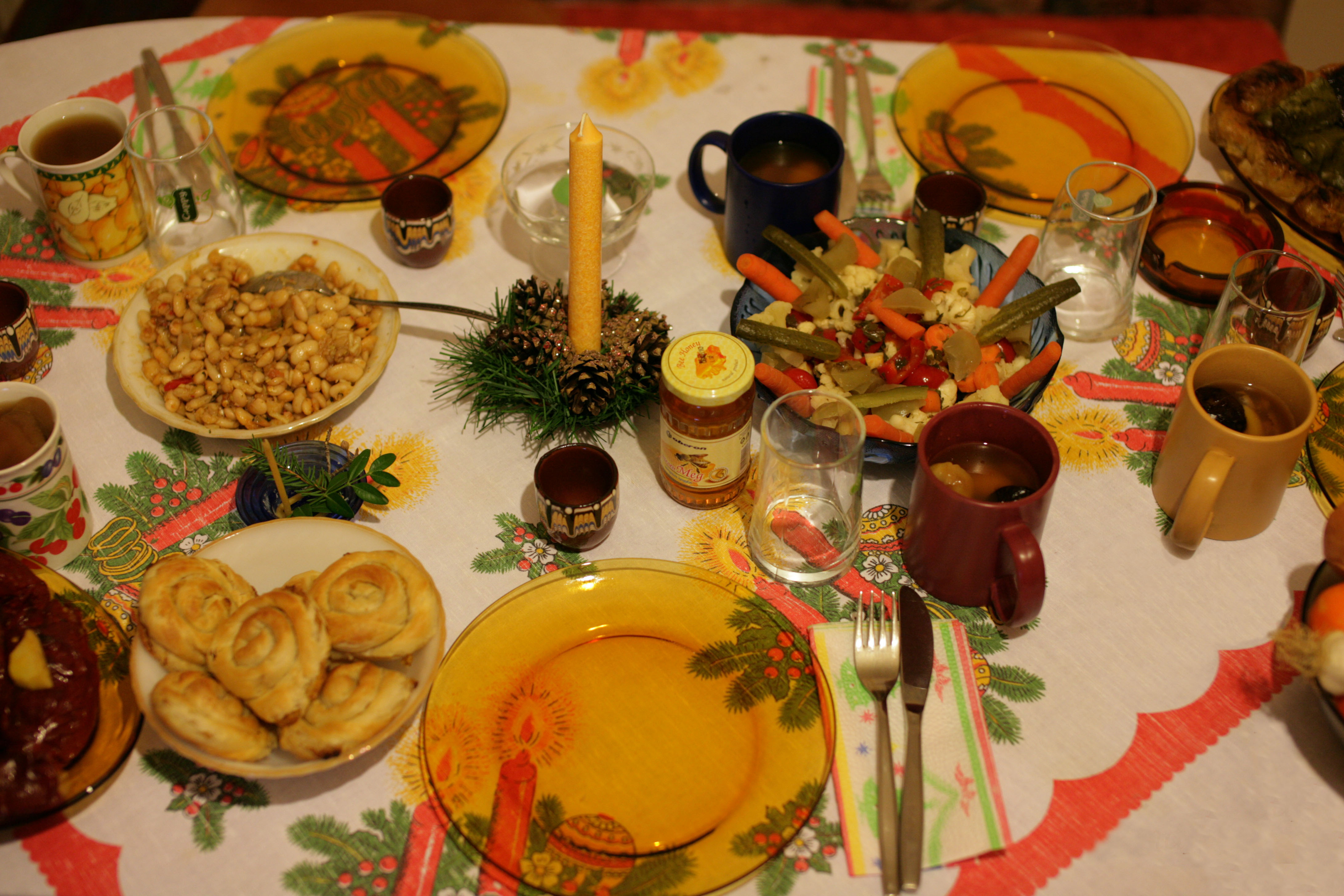
Julmiddag i Bulgarien.

I Bulgarien är det enligt tradition ett ojämnt antal maträtter på middagsbordet på julafton. Dit hör bland annat vinbladsdolmar, fyllda paprikor, bönor, grönsaker, lök, honung, torkad frukt, valnötter och vin.

### Danmark

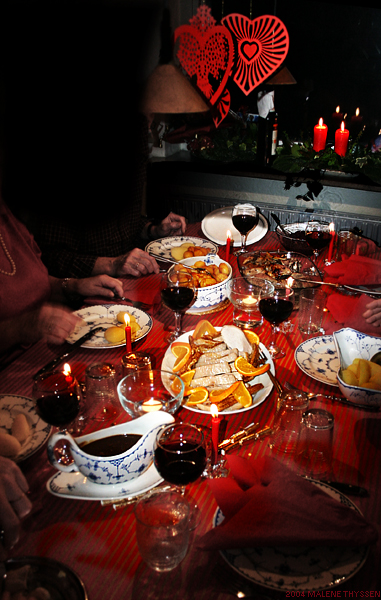
Dansk julmiddag.

I Danmark har den traditionella måltiden på julen varit flæskesteg (skinkstek), tillagad med svål som rostas till dess att den är krispig genom hög temperatur i ugnen från början. När svålen blivit krispig sänks temperaturen. Man kan även äta anka eller gås på julafton, vilket på senare tid blivit allt mer populärt. Tillbehören är oftast desamma oavsett vilket kött man väljer. De består av brunede kartoffler - små potatisar som karamelliseras i socker och smör, vanliga potatisar, brun sås, rödkål och ibland även någon vinbärsgelé eller lingonsylt. Efter huvudrätten serveras Risalamande med varm körsbärssås. I Risalamanden blandar man hackade mandlar av olika storlek, samt en hel mandel. Den som hittar den hela mandeln får en mandelgåva, traditionellt sett en marsipangris. På juldagen äter man i Danmark julefrokost, en dansk motsvarighet till vårt julbord där man dukar upp det som faller en i smaken. Traditionella rätter är stekt medisterkorv, ugnsbakad grovhackad leverpastej med bacon samt blodkorv, men även saker som man hittar på svenska julbord som sill, köttbullar och sylta. 
Under julen dricker de äldsta julöl, medan barnen får hvidtøl, även kallat nisseøl, en söt mörk lättöl bryggd på vete, malt, socker och lakrits. Andra drycker som dricks under julen är glögg och snaps - oftast någon slags juleakvavit.
Runt julen äts även flera godsaker. Liksom i Sverige äter man i Danmark pepparkakor, men även pebernødder, som kan beskrivas som små pepparkakor i storlek med nötter, och honningkager, ännu en variant av pepparkakor. Utöver detta äts juledrømme, klejner och jødekager.

### Estland
I Estland serveras julskinkan ofta med rutad och knaperstekt svål tillsammans med surkål och ugnstekt potatis. Aladåb gjord på grisfötter och kalvkött är en annan vanligt förekommande kötträtt. Rassolje är en sillsallad med rödbetor, potatis, mjölksyrefermenterad inlagd gurka, äpple, ägg, skinka och gräddfil. Även blodkorv serveras.

### Finland

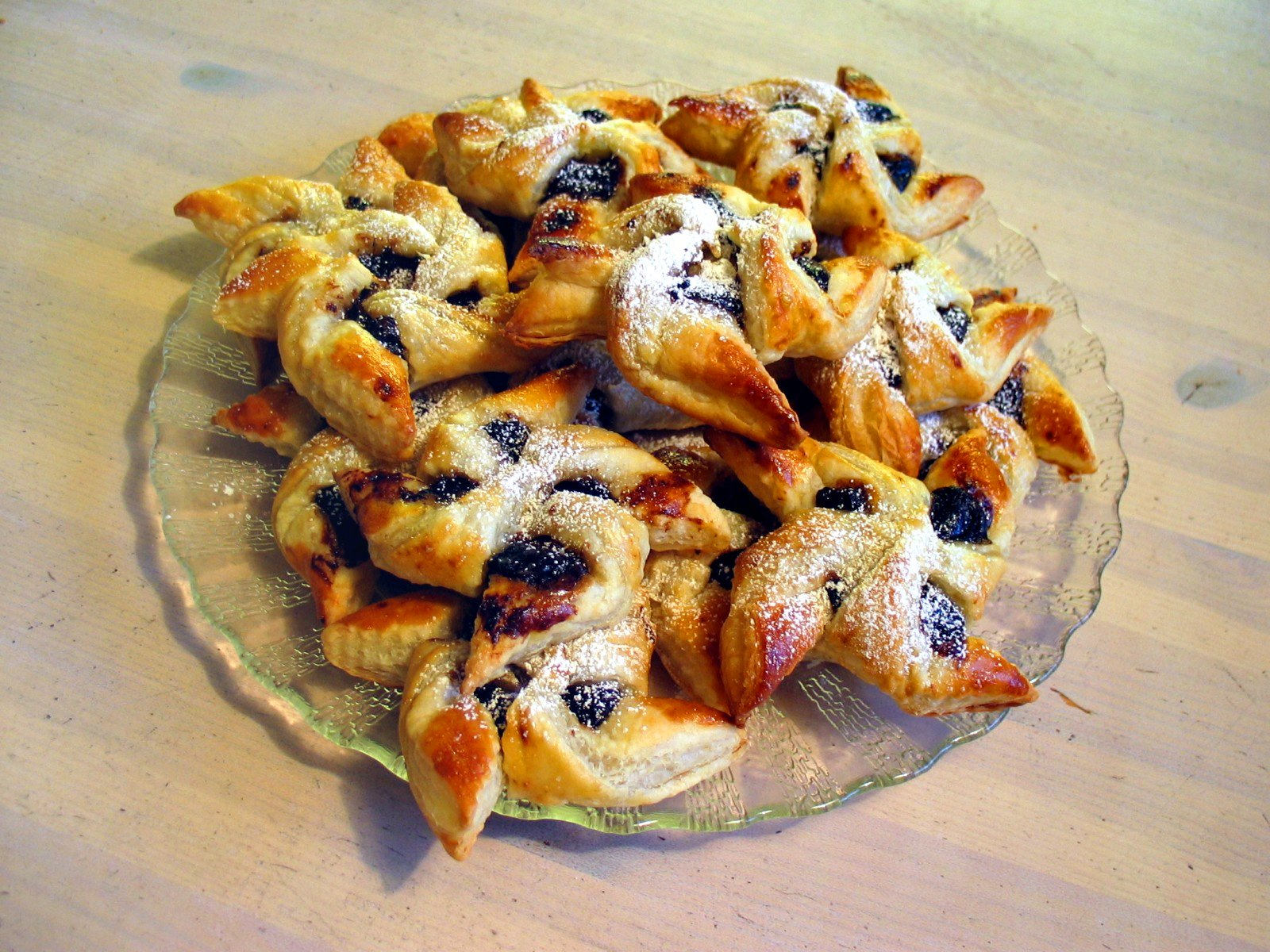
Jultårtor.

Julen är i Finland traditionellt årets mesta mathelg. I alla samhällsskikt har julen markerats med bättre och rikligare mat än till vardags, men på olika vis i olika tider enligt social status och ekonomisk möjlighet. Först på 1900-talet blev julens mat mera enhetlig.  Det var kalasmaten på stora bröllop i bondemiljö, speciellt i södra Finland på slutet av 1800-talet, som småningom i hela landet blev normen för julens traktering. De traditionella kalasrätterna var: sillsallad, skinka, kålrotslåda, leverlåda, morotslåda, potatislåda, köttbringa, lutfisk, kokt gädda eller lake med sås, risgrynsgröt, smördegstårtor, plommon- eller russinsoppa. Men som julmat serveras rätterna som ett smörgåsbord med både kalla och varma rätter. Stora mängder mat bildade en helhet, där också kalla rätter som korv och inlagd köpt sill ingick. Många kalasrätter lever kvar på dagens julbord, kompletterade med gravad lax och fiskinläggningar av olika slag, speciellt vid kusten. Den gråsaltade skinkan som slog igenom på 1950-talet har på 2000-talet fått konkurrens av kalkon och vegetariska alternativ. En del väljer också numera bort den traditionella julmaten och föredrar en fin middag precis som innan bondesamhällets kalasmat slogs igenom. 
Centrala rätter på är gravad fisk, fiskinläggar med sill och strömming samt lutfisk. Den gråsaltade skinkan steks i ugn och äts med lever-, kålrots-, morots- och mältad potatislåda. Till smörgåsbordet kan också höra äggost, rosoll eller sillsallad och svampsallad. Risgrynsgröt (tidigare korngrynsgröt) hör också till julen. Den äts med socker och kanel, eller med saftsoppa av torkad blandad frukt. Till julens bakverk hör jullimpa, jultårtor och pepparkakor. Den främsta juldrycken är glögg, som dricks under hela december.

### Frankrike
I Frankrike och andra fransktalande länder kan man anordna révellion dagen före julafton. Det är en utdragen middag som i grunden består av sniglar, ostron, kastanjer, gås, gåslever, rökt lax, musslor, hummer och ugnsrostad anka eller kalkon. Efter middagen serveras den rulltårtsliknande julkakan La Bûche de Noël (julstubbe eller julstock på svenska). Fyllningen kan bestå av choklad, kaffe eller kastanj.

### Ghana

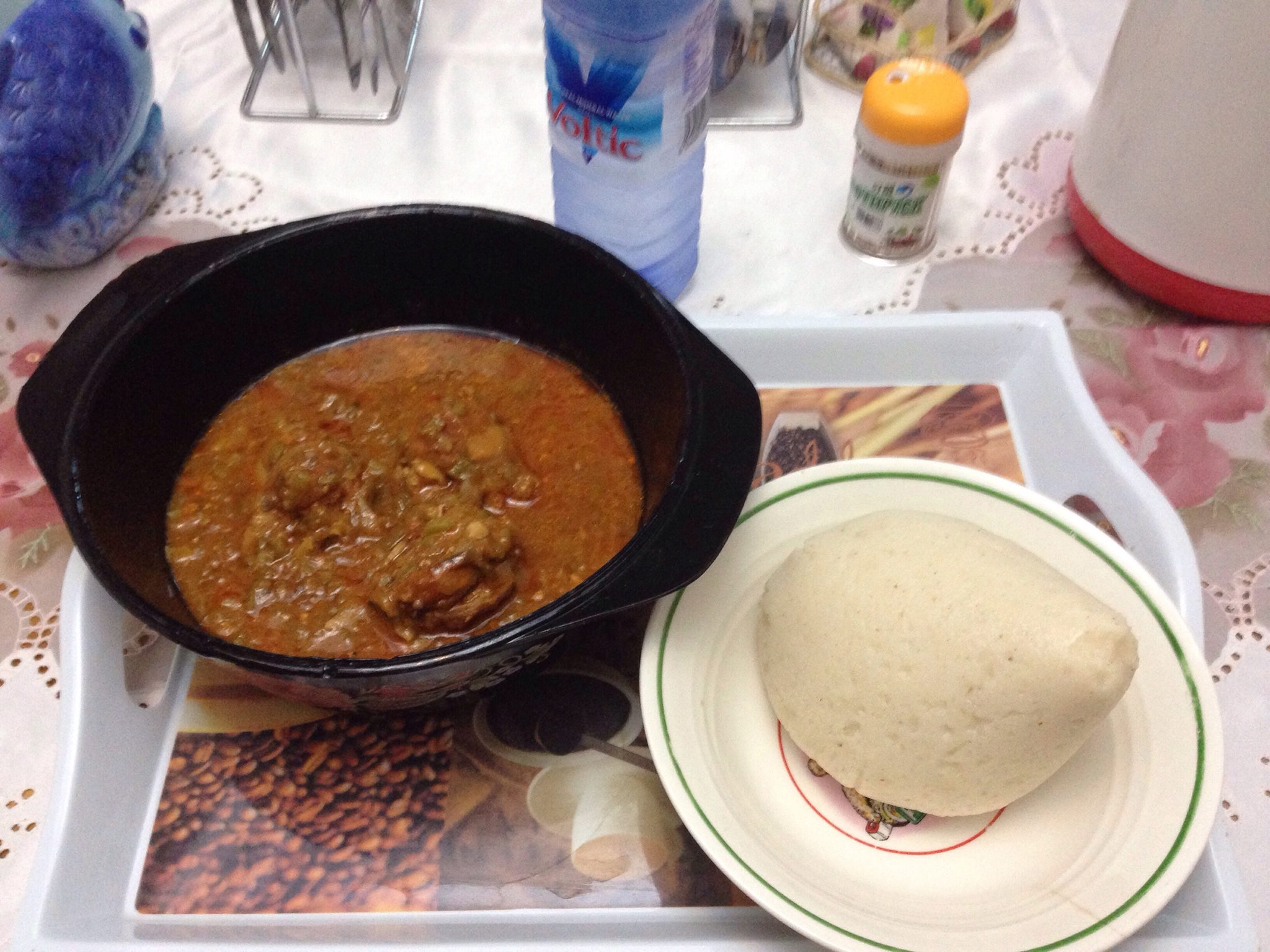
Till vänster Okra Soup från Ghana.

I Ghana besöker man kyrkan under julen och sedan äter man bland annat lamm, biff eller kyckling till huvudrätt och plommonpudding till efterrätt. Soppan Okra Soup, gjord på gröna grönsaker, biff och fisk, är en viktig maträtt under julen.

### Grekland
Baklava är en klassisk grekisk rätt som brukar serveras under julen. Den är krispig, söt och innehåller många olika smaker.

### Island
I Island är det vanligt att servera ren, rökt lamm eller julskinka till jul.

### Israel
Den judiska ljushögtiden chanukka infaller runt jul varje år. Den brukar i västerlandet jämföras med den kristna julen. Under chanukka äts friterad mat och framförallt ”latkes” en sorts råraka, och fyllda söta munkar ”sufganiyot”.
Chanukka fördaterar dock kristendomen med flera sekler och är helt orelaterad till julen. Att båda helgerna oftast sammanfaller under samma månad på året, samt att presenter även utdelas under Chanukka, ligger till grund för att helgerna sedan 1900-talet till viss del kommit att associeras med varandra.

### Italien, USA:s italienska kultur
Inom den italo-amerikanska kulturen (möjligen även i Italien) äter man traditionellt sju olika fiskrätter på julafton. Traditionen kommer från södra Italien och den romersk-katolska seden att inte äta kött under vissa heliga dagar. Till efterrätt serveras ofta struffoli, som är en friterad degboll med honung som garnerats med florsocker och strössel.

### Kanada

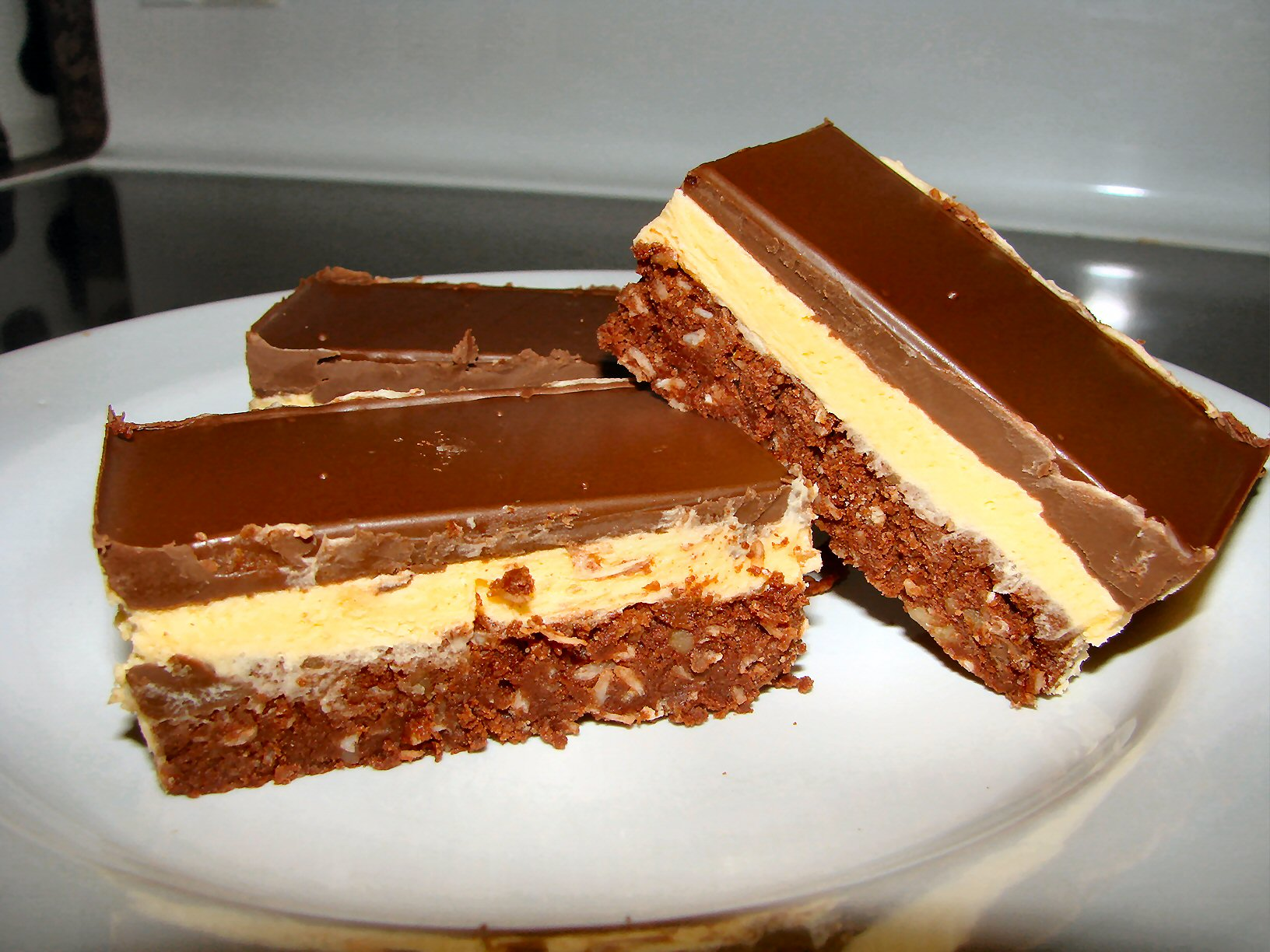
Efterrätten Nanaimokaka från Kanada.

Kalkon är vanlig julmat i Kanada, precis som i flera andra engelsktalande länder. Däremot förekommer lokala avvikelser med skinka eller kyckling. Lokalt äts även hummer i provinsen Nova Scotia i sydöstra Kanada. En typisk kanadensisk efterrätt är Nanaimokaka, som består av tre lager innehållande kaksmulor med kokos, vaniljkräm och choklad.

### Lettland
I Lettland äts bland annat ärtor vars skal kommit att mörkna till brungrått i färgen genom blötläggning. Till ärtorna är det tradition att dricka kefir.

### Litauen

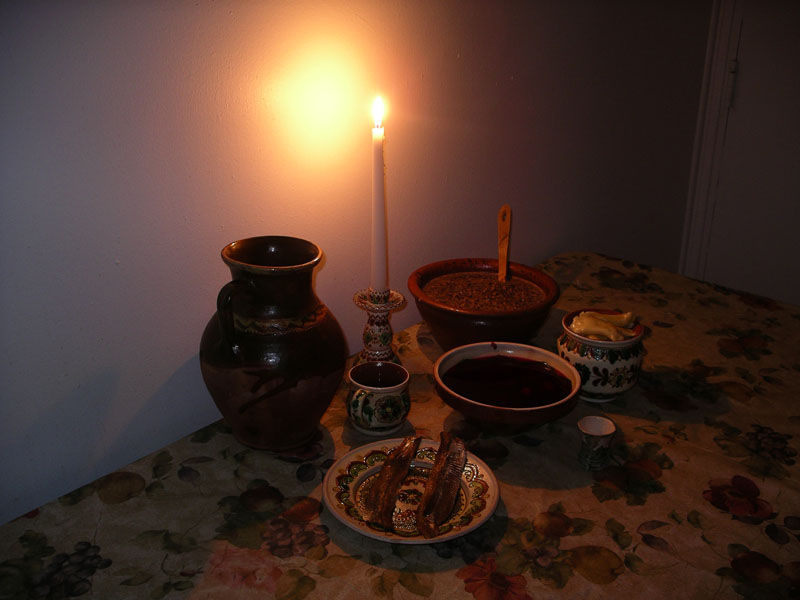
Ukrainskt julbord. På bilden syns kompott, kutia, borsjtj, sill och piroger.

Traditionellt äts i Litauen den så kallade Tolv-rätters julmiddagen bestående av, som namnet antyder, 12 rätter vilka symboliserar årets 12 månader.
Traditionen härrör från det forna tsarväldet och är starkt förknippad med den östortodoxa kristendomen. Seden förekommer även i Polen och Ukraina där den ser i stort sett likadan ut. Skillnader finns dock, till exempel rätten Kutia som förekommer i Polen och Ukraina men sällan i Litauen. Där äts istället Aguonų pienas vilket är en slags soppa gjord av blötlagda och krossade vallmofrön. Vallmon symboliserar välgång och överflöd. Fisk, främst sill, karp och gädda, är vanligt förekommande. Till sillen äts morötter eller svamp. Friterade degknyten med olika fyllningar, såsom surkål, svamp eller vallmofrön, är en annan rätt. Till skillnad från i Polen och Ukraina äter man inte lika mycket söta rätter i Litauen; det anses inte passa med de övriga rätterna.
Enligt traditionen påbörjas måltiden när den första stjärnan visar sig på himlen, en symbolisk koppling till Betlehemsstjärnan som visade på Jesu födelse.

### Mexiko
Tamales är vanlig högtidsmat i Mexiko, även på julafton. Rätten består av majsmjölsdeg som ångkokas i majsskal och fylls med exempelvis kött och grönsaker.

### Nederländerna
I Nederländerna brukar julmaten bestå av varierade rätter som ugnsstekt hare, fläskstek, gås och rökt lax. Som dryck förekommer äggtoddy, kruidenbitter, anijsmelk och glögg. Vanliga bakverk är pepernoten (en kryddigare variant av pepparkaka), munkar, banketstaaf, olienbollen och appelflappen.

### Norge

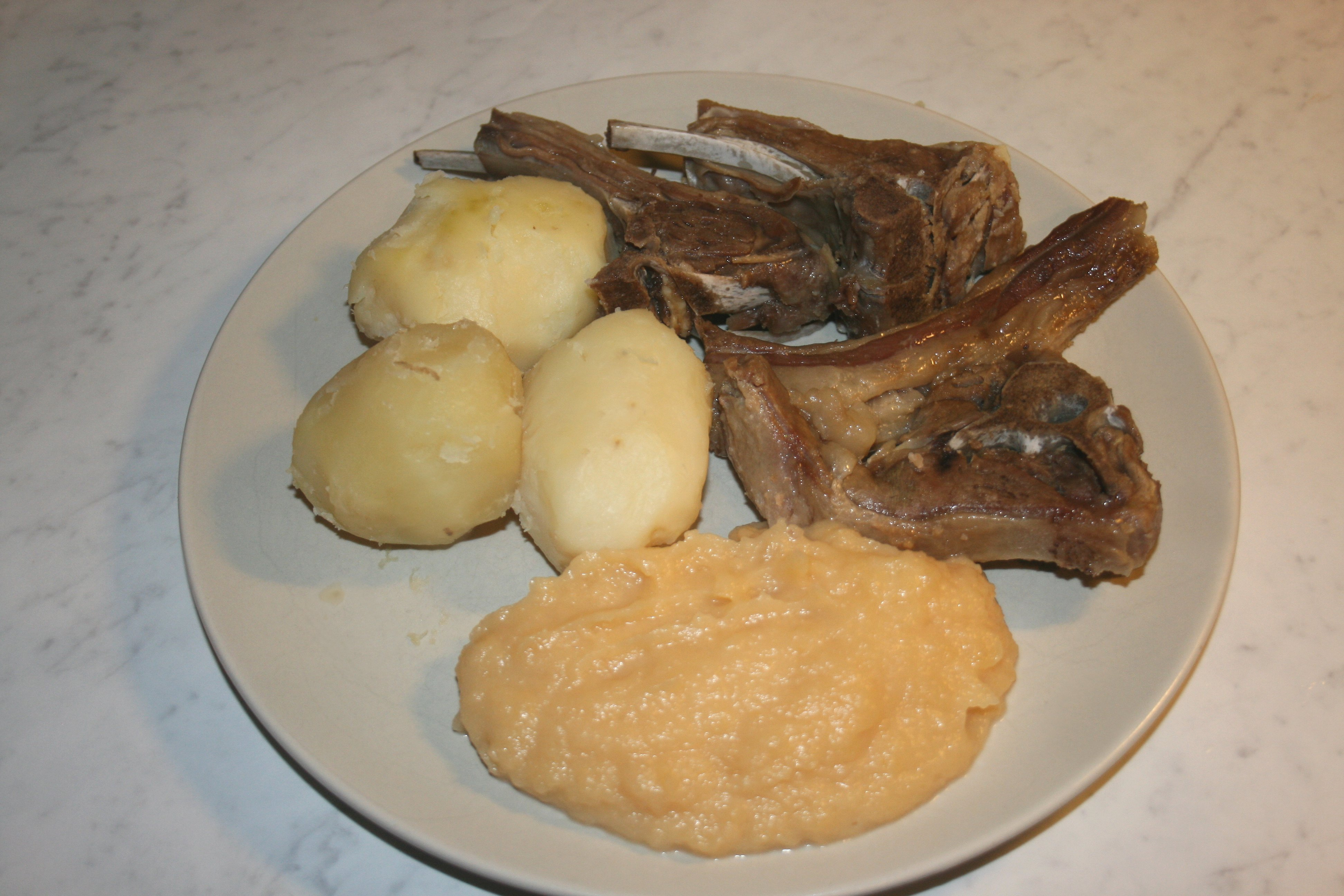
En tallrik med bland annat pinnekjøtt, som är vanlig julmat i västra Norge.

I Norge förekommer olika julmatstraditioner. På Østlandet, Trøndelag och Sørlandet är det vanligt med ribbe (revbensspjäll inklusive sidfläsket, av gris) som vanligtvis serveras med surkål, skysås och kokt potatis medan pinnekjøtt (saltade och torkade revbensspjäll av lamm) är en vanligare rätt längs Vestlandskusten, ofta serverat med kålrabistappe (rotmos). Lutfisk, i regel tillredd av torsk och serverad med bacon och senap förekommer i så gott som hela landet. Andra populära rätter är medisterkaker och medisterkorv.

### Polen

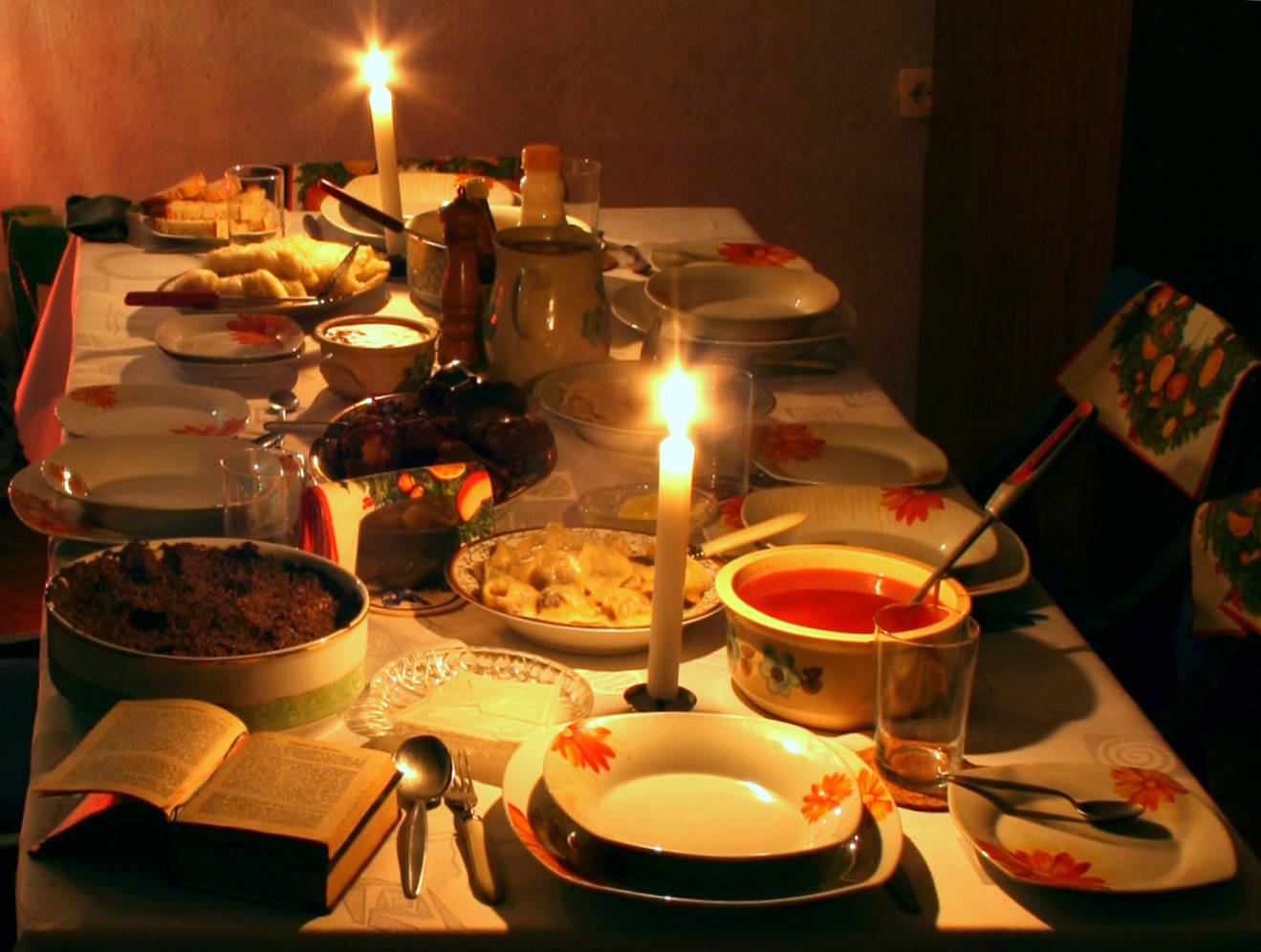
Traditionellt polskt julbord.

Julafton, wigilia, är den största familjehögtiden i Polen. Man börjar äta julmaten när den första stjärnan visar sig på himlen, och enligt polsk sed bryter man oblat med varandra och önskar varandra olika saker, innan maten intages.
Julbordet är dukat med vit duk och bör innehålla 12 rätter. Man bör prova lite av var rätt, det sägs bringa lycka under det kommande året. Man dukar alltid till en person mer än vad som är bjudna; en oväntad gäst ska alltid vara välkommen. Maten består vanligtvis av olika sorters sill, svampsoppa gjord på torkad svamp med pasta eller klar rödbetssoppa med tortelliniliknande degknyten kallade uszka, stekt karp, surkål (ofta smaksatt med svamp), piroger med surkål samt pasta med vallmo och honung. Det hela avslutas med kompott av torkad frukt.
Först på juldagen äter man skinka och olika korvar.
Till julkaffet hör vallmokaka, polsk ostkaka, faworki, spröda klenäter och pepparkakor.

### Ryssland
I Ryssland och vissa grannländer är nyårsafton en större högtidsdag. Julbordet består av tolv rätter, en efter varje apostel. Huvudrätten kutja är en söt grynpudding som kan vara smaksatt med bär, honung, nötter och russin. Övriga rätter består bland annat av borsj (rödbetssoppa). Gröt symboliserar hopp och odödlighet. Kött, mjölk och ägg brukar undvikas på julbordet. Som dryck förekommer rödvin och te.

### Slovakien
I Slovakien äts ofta surkålsoppa och stekt karp med potatissallad. Vanligt är också olika söta bakverk, i synnerhet ett kallat vianočné trubičky, som är en sötad deg som bakas i ugn och serveras med honung.

### Sverige

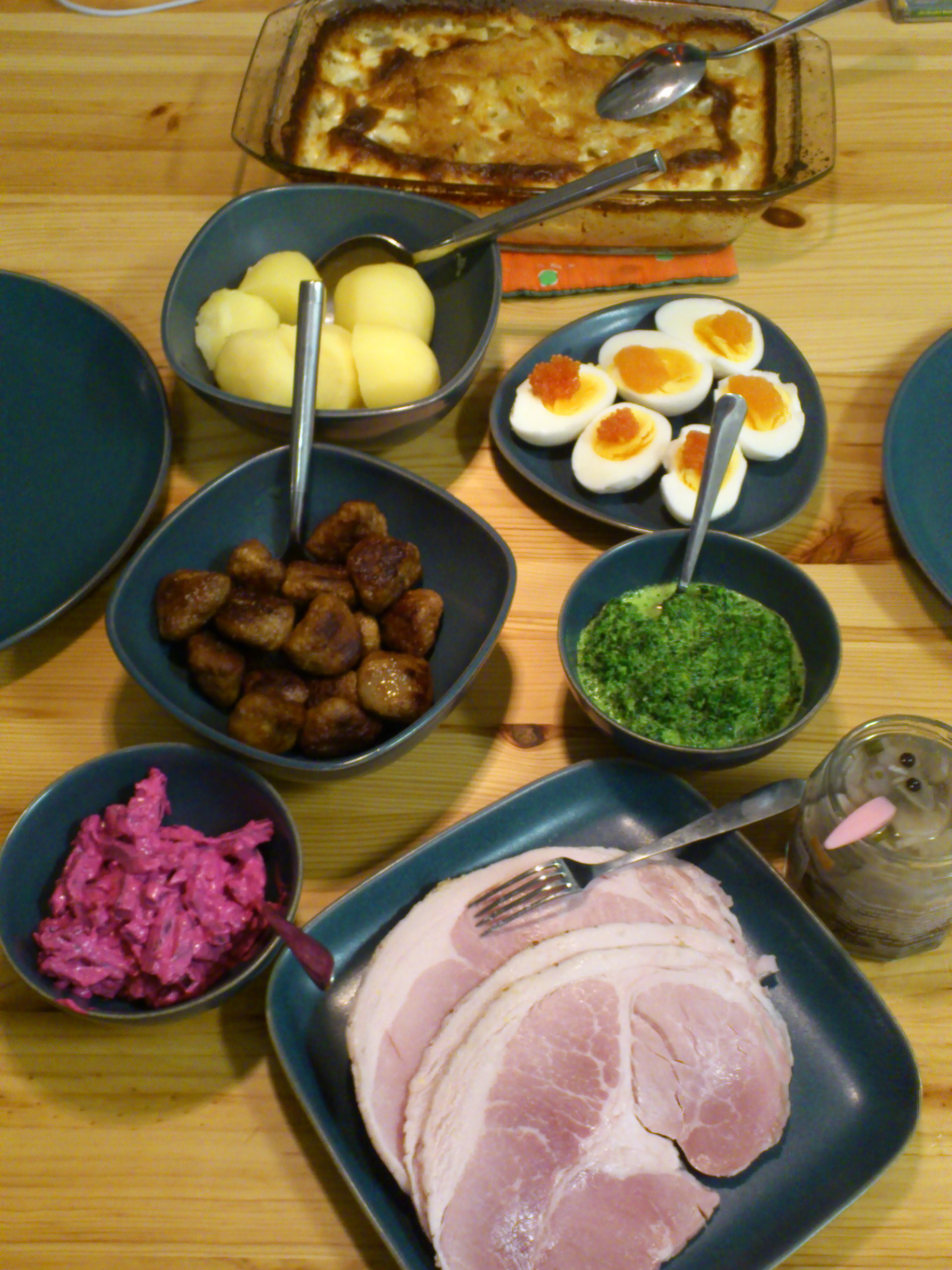
Svensk julmat bestående av Janssons frestelse, kokt potatis, ägghalvor med rom, köttbullar, grönkål, rödbetssallad, skivad julskinka och inlagd sill.

Julmaten i Sverige anknyter främst till julaftonens julbord, vilket dessutom serveras lång tid före julen på restauranger. Julbordet består av rätter som främst är baserade på griskött, såsom julskinka, julkorv (ibland i form av grynkorv), sylta, köttbullar, stekt prinskorv och dopp i grytan (man doppar vörtbrödsskivor i spad, som tagits till vara vid kokningen av alla de rätter som ingår i julbordet).
Därtill är olika fiskrätter vanliga, inte minst inlagd sill men också strömming, ål, lax och lutfisk, till vilken vit sås är vanlig. Bland annat i Roslagen har det varit tradition att äta julgädda, en rätt som emellertid inte har förmått hävda sin ställning i takt med ett stigande välstånd.
Även risgrynsgröt, rundkornigt ris långsamt kokt på helmjölk under många timmar, äts i juletid. Mjölken i gröten kan även innehålla skvätt grädde. I gröten läggs ofta en skållad sötmandel. Den som får mandeln spås bli gift under det kommande året. Särskilt i slutet av 1800-talet förekom det även att man rörde ned en bittermandel i gröten. Den som fick bittermandeln skulle, i motsats till sötmandeln, inte bli gift under det närmaste året. Under den tiden avsåg mandelseden främst de ogifta flickorna. Om samtliga husets flickor var gifta, kunde de istället få en mandelgåva. I det gamla bondesamhället var det viktigt att ställa en tallrik med julgröt utomhus, avsett för att hålla gårdstomten på gott humör. Om man glömde det kunde tomten bli arg, och hämnas genom att hela det kommande året ställa till otyg av skilda slag. Gröten som blir över kan användas till ris à la Malta.
En gammal borgerlig tradition som avtagit i popularitet är att duka med helstekt grishuvud, pyntat med ett äpple i munnen och krusat papper kring öronen.
Vegetariska rätter, som olika former av kål har alltid varit vanliga, främst grönkål, långkål, rödkål och brunkål. Andra former av vegetariska alternativ och kalkon har under 2000-talet blivit vanligare till de traditionella kött- och fiskrätterna.
Som måltidsdryck kan julöl, mumma, svagdricka, porter och julmust serveras. Olika former av starksprit är också vanligt, främst i form av snaps. Till pepparkakor serveras ofta glögg.

### Tjeckien

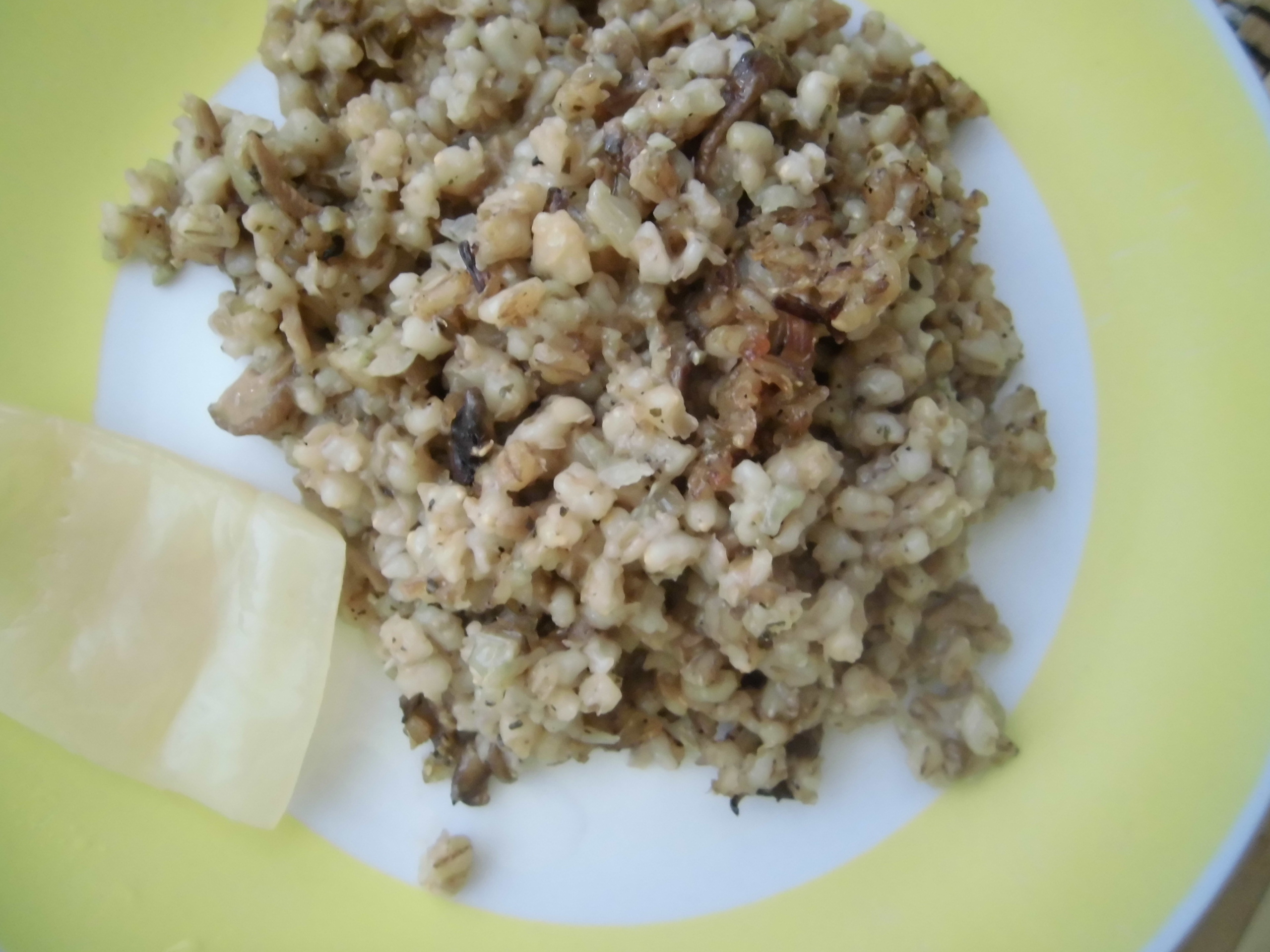
Kuba, en tjeckisk julrätt.

Kuba är en vanlig tjeckisk julrätt. Den består av korn, svamp, vitlök och flott. Det förekommer även fisksoppa och stekt eller friterad karp, potatissallad och julkakor. Man dukar till jämnt antal bordsgäster eftersom det enligt skrock bådar otur annars.

### Tyskland
Julmaten i Tyskland varierar mellan olika områden. Folk brukade arbeta på julafton och då lagade man något enkelt som till exempel potatissallad och knackwurst. Tamgås och karp är vanliga julrätter. Båda rätterna förses därför ofta med förledet "jul-": julgås och julkarp.
På juldagen eller annandag jul äter man ofta gås-, ank- eller viltkött med knödeln. Typiska grönsaker är rödkål, grönkål och brysselkål. Man äter också bakverk som Lebkuchen, Spekulatius och Stollen.

### Ungern
Den ungerska julmaten består av bland annat fisksoppa (halászlé), kåldolmar (töltött káposzta), grillad gås eller anka, valnötsfyllda bakverk (bejgli), brödpudding med vallmofrön (mákos guba eller bobájka), och szaloncukor (en sorts godis).

### USA
I juletider äter många kalkon i USA, precis som under Thanksgivingfirandet i november. Gås, anka, rostbiff och skinka är vanliga alternativ till kalkon. Efterrätten kan bestå av marsipan, sockerkakor, panettone, äppelpaj och morotskaka. I USA finns en tradition att ställa ut mjölk och kakor till jultomten.

### Österrike
Huvudmåltiden äts på julafton i Österrike. Förr var det vanligt med stekt karp eftersom många katoliker inte äter kött på julafton. Med åren har gås och kalkon blivit vanligare.